# Лукас Гінтерзеер
Лукас Гінтерзеер (нім. Lukas Hinterseer; нар. 28 березня 1991, Кіцбюель) — австрійський футболіст, нападник німецького клубу «Ганновер 96» та національної збірної Австрії.

## Клубна кар'єра
Народився 28 березня 1991 року в місті Кіцбюель. Вихованець юнацьких команд «Кіцбюель» та «Тіроль».
У дорослому футболі дебютував 2009 року виступами за «Ваккер» (Інсбрук), в якому провів два з половиною сезони, але основним гравцем так і не став, взявши участь лише у 13 матчах чемпіонату. Через це здебільшого виступав за дублюючу команду у австрійській Регіоналлізі, третьому за рівнем дивізіоні країни.
У 2012 році для отримання ігрової практики він на правах оренди грав за команди першої ліги «Лустенау» та «Ферст Вієнна».
На початку 2013 року Лукас повернувся в «Ваккер» і почав боротьбу за місце в основі. У сезоні 2013/14 Гінтерзеер завоював місце основного нападника і взяв участь майже у всіх іграх, забивши 13 м'ячів.
Влітку 2014 року Лукас перейшов у німецький «Інгольштадт 04», підписавши контракт на три роки. 2 серпня в матчі проти «Санкт-Паулі» він дебютував у Другій Бундеслізі. 31 серпня в поєдинку проти «Зандгаузена» Гінтерзеер забив свій перший гол за новий клуб. За підсумками того сезону Лукас зіграв у 32 матчах і допоміг своїй команді зайняти перше місце і вийти до Бундесліги. Наразі встиг відіграти за інгольштадтський клуб 60 матчів в національному чемпіонаті.

## Виступи за збірну
5 березня 2013 року дебютував в офіційних іграх у складі національної збірної Австрії в товариському матчі проти збірної Уругваю (1:1).
У складі збірної був учасником чемпіонату Європи 2016 року у Франції. На турнірі Лукас зіграв лише у одному матчі проти майбутніх чемпіонів збірної Португалії (0:0).
Наразі провів у формі головної команди країни 13 матчів.

## Особисте життя
Дід Лукаса, Ернст Гінтерзеер — олімпійський чемпіон і чемпіон світу з лижного слалому, батько Гвідо — гірськолижник, а його дядько Гансі Гінтерзеер — відомий австрійський співак, актор, в минулому успішний спортсмен-гірськолижник — був срібним призером чемпіонату світу в гігантському слаломі і учасником Олімпійських ігор.
| Дата       | Місто                  | Господарі   | Результат | Гості                | Турнір             | Голи | Примітки |
| ---------- | ---------------------- | ----------- | --------- | -------------------- | ------------------ | ---- | -------- |
| 19-11-2013 | Відень                 | Австрія     | 1 – 0     | США                  | товариський матч   | -    | 85'      |
| 05-03-2014 | Клагенфурт-ам-Вертерзе | Австрія     | 1 – 1     | Уругвай              | товариський матч   | -    | 68' 87'  |
| 30-05-2014 | Інсбрук                | Австрія     | 1 – 1     | Ісландія             | товариський матч   | -    | 60'      |
| 12-10-2014 | Відень                 | Австрія     | 1 – 0     | Чорногорія           | Відбір до ЧЄ 2016  | -    | 63'      |
| 27-03-2015 | Вадуц                  | Ліхтенштейн | 0 – 5     | Австрія              | Відбір до ЧЄ 2016  | -    | 81'      |
| 31-03-2015 | Відень                 | Австрія     | 1 – 1     | Боснія і Герцеговина | товариський матч   | -    | 79'      |
| 17-11-2015 | Відень                 | Австрія     | 1 – 2     | Швейцарія            | товариський матч   | -    | 66'      |
| 29-03-2016 | Відень                 | Австрія     | 1 – 2     | Туреччина            | товариський матч   | -    | 73'      |
| 31-05-2016 | Клагенфурт-ам-Вертерзе | Австрія     | 2 – 1     | Мальта               | товариський матч   | -    | 64'      |
| 04-06-2016 | Відень                 | Австрія     | 0 – 2     | Нідерланди           | товариський матч   | -    | 68'      |
| 18-06-2016 | Париж                  | Португалія  | 0 – 0     | Австрія              | ЧЄ 2016 - 1-й етап | -    | 85'      |
| 15-11-2016 | Відень                 | Австрія     | 0 – 0     | Словаччина           | товариський матч   | -    | 70'      |
| 19-11-2019 | Рига                   | Латвія      | 1 – 0     | Австрія              | Відбір до ЧЄ 2020  | -    | 69'      |
| Усього     |                        | Матчів      | 13        |                      | Голів              | 0    |          |